# Soulangy
Soulangy ist eine französische Gemeinde mit 250 Einwohnern (Stand: 1. Januar 2022) im Département Calvados in der Region Normandie. Sie gehört zum Arrondissement Caen und zum Kanton Falaise. Die Einwohner werden Solanéains genannt.

## Geografie
Soulangy liegt etwa 28 Kilometer südsüdöstlich von Caen. Umgeben wird Soulangy von den Nachbargemeinden Bons-Tassilly im Norden, Olendon im Nordosten, Épaney im Osten, Saint-Pierre-Canivet im Süden sowie Villers-Canivet im Westen.

## Bevölkerungsentwicklung
| Jahr                       | 1962 | 1968 | 1975 | 1982 | 1990 | 1999 | 2006 | 2019 |
| Einwohner                  | 158  | 159  | 183  | 230  | 248  | 238  | 263  | 254  |
| Quellen: Cassini und INSEE |      |      |      |      |      |      |      |      |

## Sehenswürdigkeiten
- Menhir Les Vingt Acres
- Kirche Nativité-de-Notre-Dame aus dem 13. Jahrhundert, Monument historique seit 1910
- Reste der Kirche Saint-Loup, im 19. Jahrhundert geräumt
- Herrenhaus von Le Logis  aus dem 17. Jahrhundert
- Schloss Saint-Loup aus dem 19. Jahrhundert
- Gutshof in Le Part aus dem 18. Jahrhundert
- Waschhaus

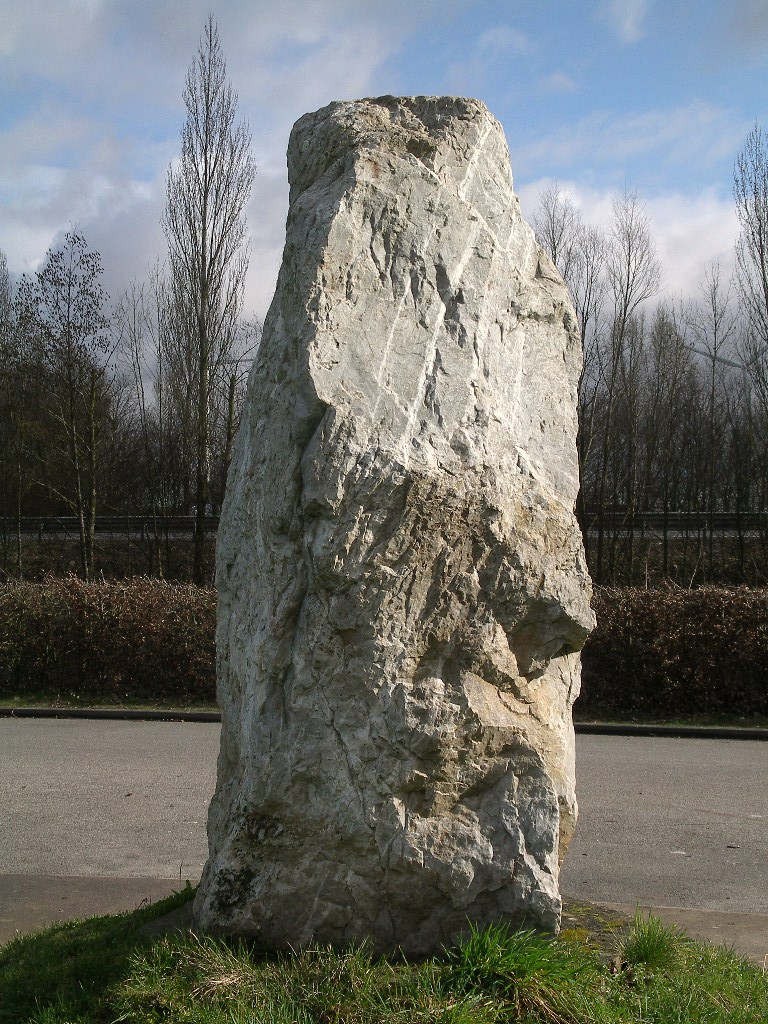
Menhir
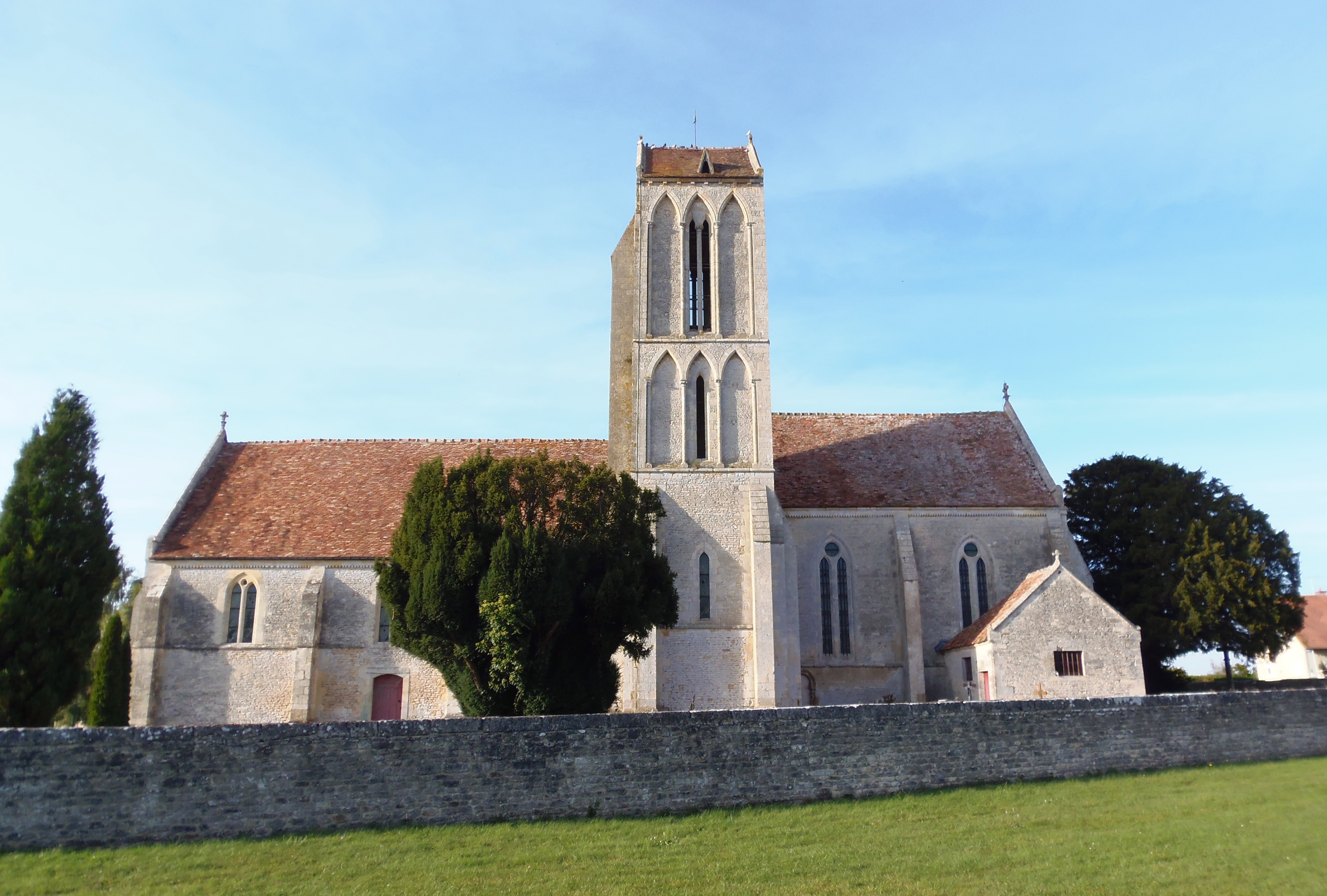
Kirche Nativité-de-Notre-Dame
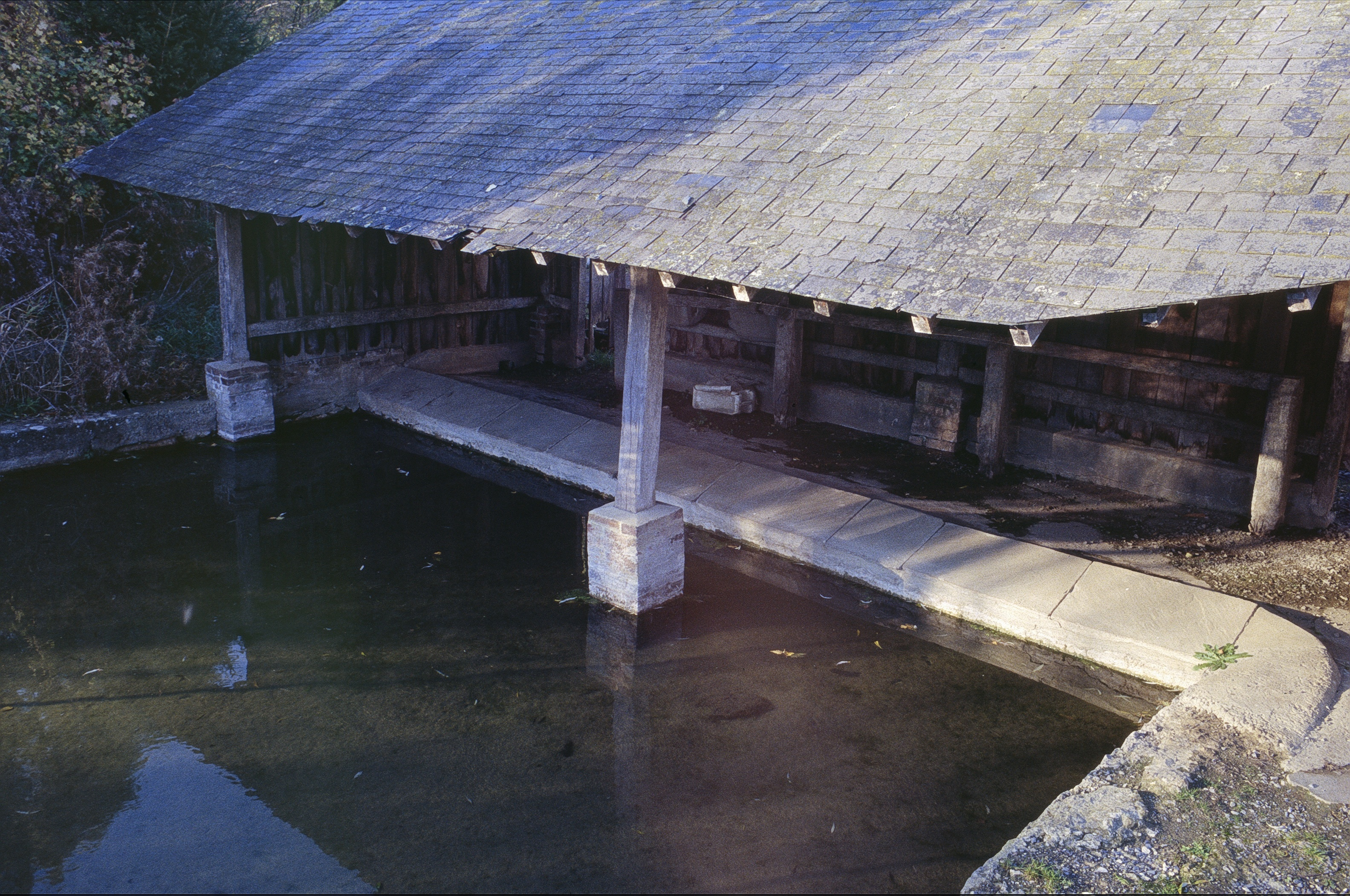
Waschhaus